# Herrenhaus Sveneby
Das Herrenhaus Sveneby liegt direkt am See Östen in Sveneby, ein Ort der Gemeinde Töreboda in der westschwedischen Provinz Västra Götalands län zwischen dem Vänern- und dem Vätternsee.

## Gutshof

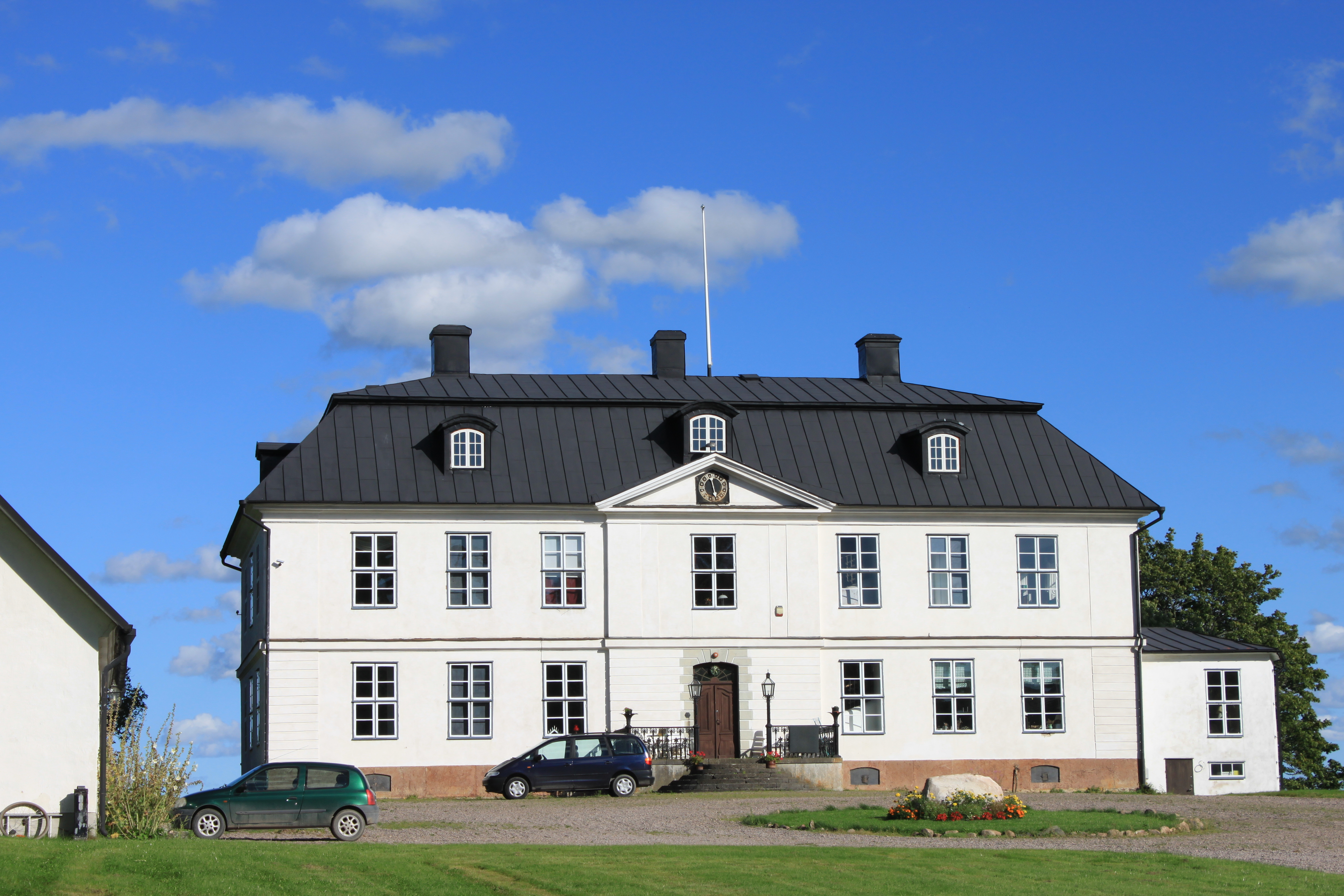
Gutshof Haupthaus

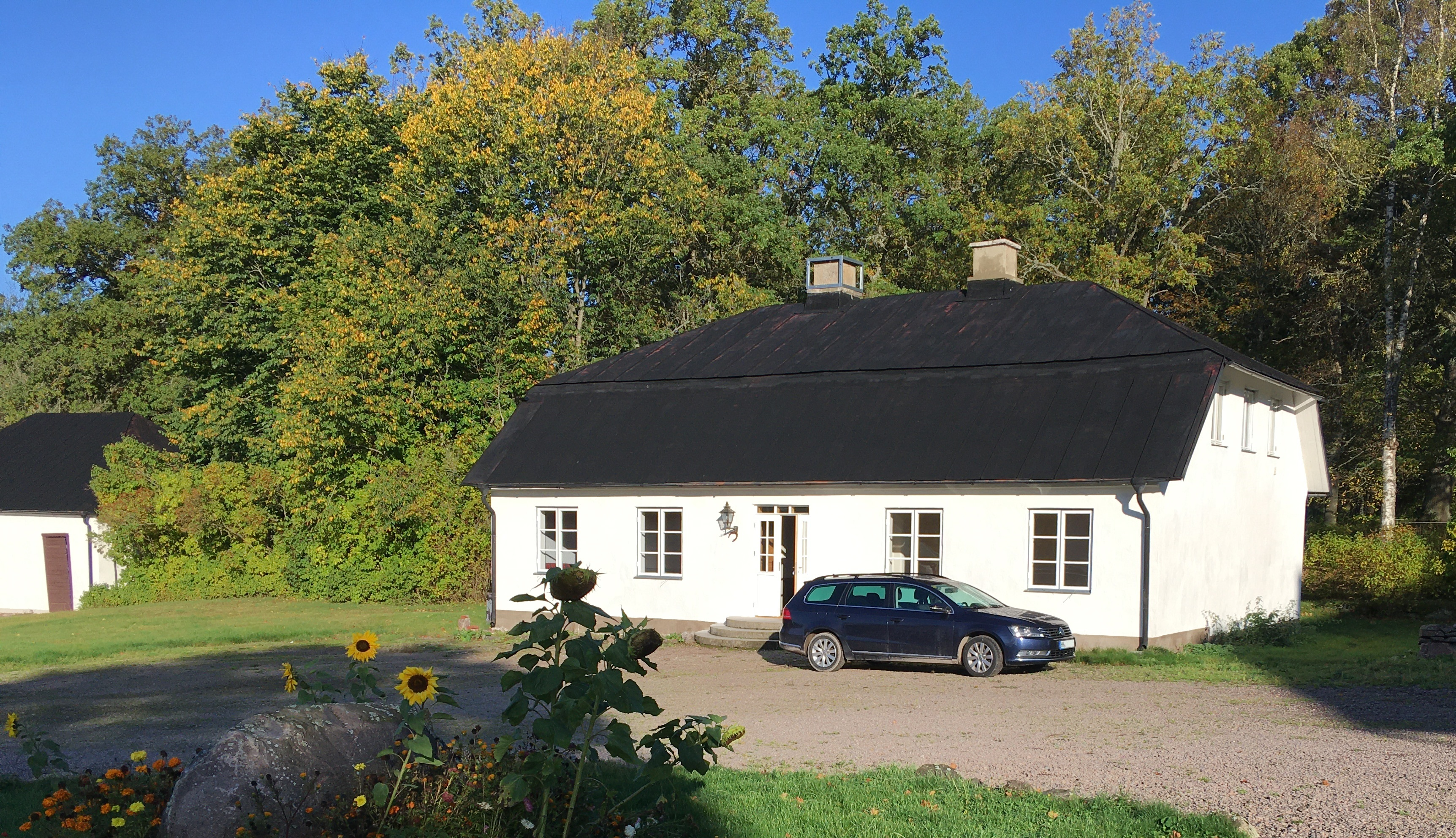
Nebengebäude, Nordhaus

Das Haupthaus wurde 1752–56 nach Zeichnungen des schwedischen Architekten Carl Johan Cronstedt erbaut. Im Jahr 1978 wurde das Gebäude zum Baudenkmal erklärt. Die ursprüngliche Einrichtung ist bis heute weitestgehend erhalten. Um optische Symmetrie zu erhalten, sind einige der großen Fenster an der Westseite des weißen Gebäudes lediglich aufgemalt, was jedoch erst bei genauer Betrachtung auffällt.
Auf dem Hof vor dem Haupthaus stehen sich zudem zwei weitere baugleiche Gebäude gegenüber, die den Hof umschließen. Sie sind etwas kleiner als das Hauptgebäude und bieten viel Platz über zwei Stockwerke inklusive ausgebautem Dachboden. Früher dienten sie vermutlich als Unterkunft für Bedienstete, heute sind beide Altbauten grundrenoviert und werden als Ferienhäuser vermietet.
Zusätzlich gehören zu dem knapp 650 Hektar großen Gutshof weitere Gebäude, die früher Stallungen für Schweine, Kühe und Pferdewagen waren und heute größtenteils leer stehen oder als Garagen, Werkstätten und Lagerflächen genutzt werden. Neben der Hofeinfahrt befindet sich ein weiteres Haus, in dem zu damaligen Zeiten eine Schmiedewerkstatt untergebracht war. Ein großer Schornstein aus Backstein steht bis heute über der einstigen Feuerstelle und hebt sich optisch von den sonst weiß verputzten Bauwerke des Hofes ab.
Direkt neben dem Hof ist ein kleiner Friedhof, auf dem sich die im 12. Jahrhundert erbaute Kirche Sveneby kyrka befindet. Bis heute wird sowohl der Friedhof, als auch die Kirche von der ansässigen Gemeinde genutzt. Noch heute ist eine Allee zu erkennen, die vom Haupthaus durch den Garten bis hin zu der Sveneby kyrka führt.

## Geschichte
Der deutsche Anwalt und Rechtsextremist Jürgen Rieger kaufte 1995 den Gutshof und betrieb die bis dahin ansässige ökologische Schweinezucht auf dem Hof fort. Im Jahr 2010 übernahmen die Kinder des damaligen NPD-Bundesvorsitzenden den Gutshof, die jedoch mit den politischen Meinungen ihres Vaters in keinerlei Verbindung stehen. Neben der traditionellen Erhaltung der alten Werte und Gebäude, sowie deren Ausstattung, wird das gesamte Areal weiterhin gepflegt, die Bauwerke renoviert und als Feriendomizil ausgebaut.